# Alberto Zuppi
Alberto Luis Zuppi es un abogado penalista argentino, que se desempeñó como Secretario de Justicia y Asuntos Legislativos de la Nación Argentina (con rango de ministro) en el breve gobierno de Adolfo Rodríguez Saá.

## Biografía
Estudió abogacía en la Universidad de Buenos Aires, realizando estudios en Europa y especializándose en derecho penal internacional. Tiene un doctorado en derecho de la Universidad del Sarre (Alemania). Fue docente en universidades argentinas y extranjeras y abogado apoderado de los gobiernos de Alemania, Francia e Italia.
Fue representante de los familiares de las víctimas del atentado a la AMIA agrupados en la asociación civil Memoria Activa, y apoderado del gobierno alemán en el proceso de extradición del exmilitar Carlos Guillermo Suárez Mason por el asesinato de Elisabeth Kaesemann durante la dictadura autodenominada Proceso de Reorganización Nacional. Para el gobierno italiano, participó en el proceso de extradición del ex represor nazi Erich Priebke.
Fue asesor del entonces senador Alberto Rodríguez Saá, y en diciembre de 2001 su hermano Adolfo lo designó como Secretario de Justicia y Asuntos Legislativos, un virtual ministro, luego de reducir el rango del Ministerio de Justicia y Derechos Humanos. Zuppi también había sido abogado de confianza de Adolfo Rodríguez Saá en algunas causas penales.
Durante su breve gestión, derogó el decreto sobre Cooperación Internacional en Materia Penal, firmado por Fernando de la Rúa días antes de su renuncia, el cual rechazaba todas las peticiones de extradición a militares argentinos, por parte de tribunales extranjeros, por delitos cometidos durante la última dictadura militar.